# Murder Ballads
Murder Ballads es el noveno álbum de estudio del grupo australiano Nick Cave & The Bad Seeds, publicado por la compañía discográfica Mute Records en febrero de 1996. El álbum incluye, tal y como su título sugiere, murder ballads, un género de canciones que relata los detalles y las consecuencias de crímenes. 
«Where the Wild Roses Grow», un dúo con Kylie Minogue, obtuvo un notable éxito y recibió dos ARIA Awards en 1996. El álbum también contó con colaboraciones de PJ Harvey y Shane MacGowan. 
Murder Ballads se convirtió en el mayor éxito comercial del grupo hasta la fecha, debido en parte a la inesperada recepción de «Where the Wild Roses Grow» y a la retransmisión del video a través de la MTV, canal que nominó a Cave como «Mejor artista masculino» en la gala de los premios MTV del mismo año, si bien la nominación fue retirada a petición expresa de Cave.

## Recepción
Desde su publicación, Murder Ballads recibió buenas reseñas de la prensa musical. La revista Rolling Stone le otorgó cuatro de un total de cinco estrellas y escribió: «Nunca antes elementos maníacos habían elevado el numerito de Cave al arte como en Murder Ballads. Literario, sensual y torturado... La interpretación de la vida de Nick Cave». Entertainment Weekly calificó el álbum con una A y advirtió que no era «para los aprensivos, este es el disco de pop raro que resuena con el peso de las edades», mientras que The New York Times comentó: «Murder Ballads es algo más que una narración de historias. En cada canción, Cave crea meticulosamente una fábula macabra y luego se destila una sola imagen de la muerte en la medida que un fotógrago organiza una sesión de fotos». El álbum fue situado en el puesto 16 de la lista de mejores álbumes del año según Melody Maker y en la séptima posición en la revista NME.

## Lista de canciones
Todas las canciones escritas y compuestas por Nick Cave excepto donde se anota. 
| N.º | Título                                          | Duración |  |
| 1.  | «Song of Joy»                                   | 6:47     |  |
| 2.  | «Stagger Lee»                                   | 5:15     |  |
| 3.  | «Henry Lee»                                     | 3:58     |  |
| 4.  | «Lovely Creature»                               | 4:13     |  |
| 5.  | «Where the Wild Roses Grow» (con Kylie Minogue) | 3:57     |  |
| 6.  | «The Curse Of Millhaven»                        | 6:55     |  |
| 7.  | «The Kindness Of Strangers»                     | 4:39     |  |
| 8.  | «Crow Jane»                                     | 4:14     |  |
| 9.  | «O'Malley's Bar»                                | 14:28    |  |
| 10. | «Death Is Not The End»                          | 4:26     |  |

## Créditos

### The Bad Seeds
- Nick Cave: Voz, órgano, pianos, Hammond, disparos, coro y arreglos de cuerdas
- Mick Harvey: Guitarras eléctrica y acústica, bajo, órgano, órgano de viento, Hammond, batería, percusión, arreglos de cuerdas, cinturón espacial y respaldo vocal
- Blixa Bargeld: Guitarras, gritos y voz
- Conway Savage: Piano, órgano, respaldo vocal y coro
- Martyn P. Casey: Bajo y coro
- Thomas Wydler: Batería, maracas, pandereta, voz y coro
- Jim Sclavunos: Percusión, batería, campanas y pandereta

### Colaboradores
- Hugo Race: Guitarra
- Warren Ellis: Violín, acordeón y coro
- Brian Hooper: Bajo y coro
- Terry Edwards: Viento
- Jen Anderson: Violín
- Sue Simpson: Violín
- Kerran Coulter: Viola
- Helen Mountfort: Chelo
- P.J. Harvey: Voz
- Kylie Minogue Voz
- Shane MacGowan: Voz
- Anita Lane: Voz y llanto
- Katharine Blake: Voz adicional y coro
- Geraldine Johnston: Voz adicional y coro
- Mariella del Conte: Voz adicional
- Liz Corcoran: Voz adicional
- Spencer P. Jones: Coro
- Dave Graney: Coro
- Clare Moore: Coro
- Rowland S. Howard: Coro
- James Johnston: Coro
- Ian Johnston: Coro
- Astrid Munday: Coro